# Mesadactylus
Mesadactylus is een geslacht van uitgestorven pterosauriërs, behorend tot de groep van de Pterodactyloidea, dat leefde tijdens het Laat-Jura in het gebied van het huidige Colorado.
De soort is in 1989 benoemd door James Alvin Jensen en Kevin Padian. De geslachtsnaam verwijst naar de vindplaats, de Dry Messa Quarry en verbindt die met het Klassiek Griekse daktylos, 'vinger', een gebruikelijk element in de namen van pterosauriërs, gezien hun kenmerkende vleugelvinger. De soortaanduiding betekent, in slecht Grieks, 'gegroeid als bij een vogel'.
Het holotype is BYU 2024, in de jaren zeventig gevonden in een beekzandafzetting in de Morrisonformatie (Kimmeridgien-Tithonien, 150 miljoen jaar oud). Het fossiel is een vier centimeter lang synsacrum, een vergroeiing van de bekkenwervels, in dit geval zeven. Uniek is dat de doornuitsteeksels samengesmolten zijn in een enkele bovenliggende supraneurale plaat. Bij vogels komt dit vaker voor — vandaar de soortaanduiding — maar het is uniek voor pterosauriërs. Het werd dan ook eerst door Jensen aangezien als een onderdeel van een vogel: Paleopteryx.
Ander, los gevonden, materiaal uit de jaren zeventig en tachtig werd ook aan de soort toegeschreven, waaronder wervels, vleugelbeenderen, delen van de schoudergordel en dijbeenderen. De beenwanden zijn zeer dun: 0,2 tot 0,5 millimeter. In 2004 werd nog meer materiaal toegekend waaronder BYU 11463, een basicranium (achterkant schedel), en nogmaals in 2006.
Doordat de schedel grotendeels onbekend is, valt Mesadactylus lastig te plaatsen.Tegenwoordig wordt meestal aangenomen dat het een basaal lid van de Pterodactyloidea betreft. Het gaat om een vrij klein dier met een vlucht van ruwweg een meter. In 2006 werd gesuggereerd dat de uit dezelfde formatie beschreven Kepodactylus een jonger synoniem zou zijn. In 2007 stelde Stephen Christopher Bennett dat het holotype niets met het toegewezen materiaal te maken had: het laatste zou van pterodactyloïde oorsprong zijn maar het synsacrum aan een lid van de Anurognathidae hebben toebehoord, een zeer basale groep pterosauriërs.